# LSI Logic
LSI Corporation es una empresa de electrónica con sede en Milpitas, California que diseña semiconductores y software que acelera la memoria, el almacenamiento y la red en centros de datos y redes móviles.

## Historia
LSI Corporation fue fundada como LSI Logic  en 1981 en Milpitas, California, por Wilfred Corrigan como una compañía para el diseño de semiconductores ASIC tras dejar su puesto como CEO de Fairchild Semiconductor en 1979. Los otros tres fundadores fueron Bill O'Meara (marketing y ventas), Rob Walker (ingeniería) y Mitchell "Mick" Bohn (finanzas).  La empresa fue inicialmente financiada con 6 millones de dólares por inversores de capital riesgo, entre ellos Sequoia Capital. Una segunda ronda de financiación por 16 millones de dólares se completó en marzo de 1982. La firma comenzó a cotizar como LSI en el Nasdaq el viernes 13 de mayo de 1983 colocando 153 millones de dólares, la mayor oferta pública inicial de tecnología hasta esa fecha.
LSI ha construido su propia fundición, empaquetado y control de calidad en Milpitas además de utilizar el exceso de capacidad de fabricación de Toshiba, en un ejemplo temprano del modelo de fabricación de semiconductores fabless. LSI Logic se expande a nivel mundial mediante compañías afiliadas en Japón, Europa y Canadá. Nihon LSI Logic, con sede en Tokio, fue financiada en abril de 1984 mediante una oferta privada de acciones por valor de 20 millones de dólares. LSI Logic Ltd con sede en Bracknell, Reino Unido se financió en junio de 1984 con otra oferta privada de acciones por valor de 20 millones de dólares. LSI Logic Canada con sede en Calgary, Alberta comenzó a cotizar en la Bolsa de Toronto. Cada afiliado trató de desarrollar instalaciones de producción independiente a través de alianzas, adquisiciones o de desarrollo independiente. En 1985, la empresa entró en una empresa conjunta con Kawasaki Steel, el tercer mayor fabricante de acero de Japón,  para construir una fundición por importe de 100 millones de dólares en Tsukuba, Japón.
La empresa desarrolló los primeros productos ASIC que permiten a los clientes crear chips gate array mediante su patentada tecnología avanzada de herramientas CAD (llamado LDS por 'Logic Design System'). Las líneas de productos iniciales se basaron en la tecnología Emitter-coupled logic de alta velocidad, pero pronto cambió a CMOS (Complementary Metal Oxide Semiconductor) que ofrece costos mucho más bajos y menores requisitos de energía para los diseñadores de sistemas. Con el tiempo, LSI Logic aumentó su oferta de productos y la biblioteca de propiedad intelectual mediante diseños pioneros en las áreas de células estándar, matrices estructuradas, DSPs y microprocesadores (MIPS y SPARC) mientras se desplazaba hacia el diseño y desarrollo completo de productos System on a Chip.
A medida que el mercado ASIC madura, las herramientas de diseño de terceros  se convierten en prominentes y con el alto costo de los desarrollos fab, LSI volvió en 2005 a una empresa de semiconductores sin fundición. Durante sus años ASIC, LSI Logic invierte en tecnologías base tales como microprocesadores, dispositivos de comunicación, y dispositivos de compresión de vídeo como MPEG. Estas tecnologías esenciales se han utilizado junto con las compras para situar a la fima en mejor posición como dueño de la propiedad intelectual. En 1998 compra Symbios Logic a Hyundai. En marzo de 2001 adquiere C-Cube por 878 Millones de dólares en acciones. In 2006, En 2006, la empresa celebró sus 25 años de negocio.
El 2 de abril de 2007, LSI completó su fusión con Agere Systems, y cambió su marca de LSI Logic Corporation a LSI Corporation. Cotiza en la Bolsa de Nueva York con el símbolo LSI.

## Mercados
- Diseños personalizados (ASICs), Adaptadores de host, adaptadores RAID, extensores y software. LSI Storage Products
- La fusión con Agere también añade VoIP, chipsets para módem, disco duro, USB, y otros productos de redes para su cartera. LSI Networking Products.

## Fusiones y compras
- Agosto de 1998 - LSI compra Symbios Logic a Hyundai.
- Marzo de 2001 - LSI compra C-Cube mediante un canje de acciones.[4]
- Septiembre de 2001 - LSI compra en efectivo la división de adaptadores RAID de AMI.
- Septiembre de 2002 - LSI compra Mylex a IBM.
- Diciembre de 2006 - LSI anuncia su intención de fusionarse con Agere Systems en un intercambio de acciones.[5]
- Febrero de 2007 - LSI compra SiliconStor por unos 55 millones de dólares en efectivo.[6]
- 2 de abril de  - LSI completa su fusión con Agere Systems.[7]
- 27 de junio de 2007 - LSI anuncia un acuerdo por el que Magnum Semiconductor, Inc., un spin-off del negocio de vídeo de Cirrus Logic, adquiere la línea de productos de consumo de LSI.[8]
- 5 de septiembre de 2007 - LSI anuncia sus planes para adquirir Tarari por 85 millones de dólares en efectivo.[9]
- 24 de octubre de 2007 - LSI completa la venta de su División de Movilidad a Infineon Technologies AG.[10]
- 10 de marzo de 2008 - LSI anuncia un acuerdo para la compra del negocio de discos duros de Infineon.[11]
- 28 de abril de 2008 - LSI completa la compra del negocio de discos duros de Infineon.[12]
- 28 de abril de 2009 - LSI compra el negocio de adaptadores RAID 3ware a Applied Micro Circuits Corporation.[13]
- 22 de julio de 2009 - LSI anuncia un acuerdo para adquirir ONStor, Inc.[14]
- 9 de marzo de 2011 - LSI anunció la venta de su negocio de sistemas de almacenamiento externo a NetApp, Inc.[15]
- 9 de mayo de 2011 - LSI completa la venta de su negocio de sistemas de almacenamiento externo a NetApp, Inc.[16]
- 27 de octubre de 2011 - LSI compra al fabricante de procesadores de almacenamiento SandForce por 370 millones de dólares.[17]